# 洪托什
洪托什，是匈牙利费耶尔州所辖的一个村。总面积36.96平方公里，总人口932，人口密度25.2人/平方公里（2011年1月1日）。